# Jasika Nicole
Pour les articles homonymes, voir Nicole.
Jasika Nicole, née Jasika Nicole Pruitt le 10 avril 1980, est une actrice américaine.

## Biographie
Jasika Nicole est une actrice américaine et une illustratrice née à Birmingham, Alabama. Elle a étudié la danse, la voix et le théâtre au Collège universitaire de Catawba (en), à Salisbury, Caroline du Nord.
Jasika joue le personnage d'Astrid Farnsworth dans la série télévisée Fringe, et le personnage de Carly dans  Good Doctor qu'elle incarne pour la première fois dans la saison 1, sortie en 2017. Dans la saison 2 (2018), le personnage de Carly prend de l'importance mais ce n'est que lors de la saison 3 que Carly devient l'un des personnages principaux. Il a cependant été annoncé que Carly ne ferait plus partie des personnages principaux de Good Doctor dans la saison 4.

### Vie privée
Jasika Nicole est ouvertement lesbienne. En 2013, elle s'est mariée à sa partenaire de longue date, Claire J. Savage.

## Filmographie

### Cinéma
- 2006 : Dance with Me : Egypt
- 2010 : Trop belle ! : Wendy
- 2017 : Suicide Kale de Carly Usdin : Billie Steinberg

### Télévision
- 2005 : New York, section criminelle (saison 5, épisode 9) : Gisella
- 2005 : The Mastersons of Manhattan (TV) : Penny
- 2008 : The Return of Jezebel James (saison 1, épisodes 1, 6 et 7) : Dora
- 2008-2013 : Fringe : Astrid Farnsworth
- 2013 : Scandal (saison 2, épisode 19)
- 2015 : Major Crimes (saison 4, épisode 16) : Dolly Bowen
- 2017 : Good Doctor [3] : Carly
- 2019 : Grey's Anatomy : Station 19 (saison 2, épisode 13) : Mila

## Source et références
- (en) Cet article est partiellement ou en totalité issu de l’article de Wikipédia en anglais intitulé « Jasika Nicole » (voir la liste des auteurs).

1. ↑  AlloCine, « Good Doctor : une mort choquante dans le final de la saison 3 [SPOILERS] », sur AlloCiné (consulté le 12 avril 2020)
2. ↑  (en) Jasika Nicole profile sur lezwatchtv
3. ↑  « jasikanicole »